# Arugot
Arugot (hebr.: ערוגות) – moszaw położony w samorządzie regionu Be’er Towijja, w Dystrykcie Południowym, w Izraelu.
Leży w południowej części Szefeli, w odległości 1 km na zachód od miasta Kirjat Malachi, w otoczeniu moszawów Kefar Achim, Jinnon i Timmorim, oraz wiosek Achawa i Al-Azi.

## Historia
Pierwotnie w miejscu tym istniała arabska wioska Qastina (arab. قسطينة). Po proklamacji niepodległości Izraela 14 maja 1948 mężczyźni namówili kobiety i dzieci do przeniesienia się do arabskiej wioski Tell es-Safi, położonej przy ruinach starożytnego miasta Gat. Jednak z powodu braku wystarczającej ilości wody, większość z nich wróciła do swojej wioski. Podczas wojny o niepodległość wioska Qastina została zajęta 29 czerwca 1948 przez 51 Batalion z izraelskiej Brygady Giwati. Wioska została spalona, a jej mieszkańcy wypędzeni. 9 lipca 1948 izraelscy żołnierze zburzyli 147 domów z wioski Qastina.
Współczesny moszaw został założony w 1949 przez żydowskich imigrantów z Polski i Rumunii. Nazwę zaczerpnięto z Księgi Ezechiela 17:7

Ale był orzeł jeden wielki z wielkiemi skrzydłami i z gęstem pierzem, a oto ona winna macica przypoiła korzenie swoje ku niemu, i gałązki swe rozciągnęła do niego, aby ją odwilżał z brózd sadu swego.

## Gospodarka
Gospodarka moszawu opiera się na intensywnym rolnictwie, sadownictwie i hodowli bydła mlecznego.
Firma Bonet Insulation and Chilling Engineering Ltd. jest czołowym izraelskim producentem izolowanych konstrukcji budowlanych, z których buduje się sale gimnastyczne, centra handlowe, magazyny, budynki przemysłowe i rolnicze. Kadim Jewelry Ltd. jest producentem biżuterii ze srebra i złota. Spółka Moked-Dorban International Trading Ltd. dostarcza zaawansowane technologicznie systemy alarmowe, sprzęt komunikacyjny oraz instalacje telewizji kablowej.

## Komunikacja
Wzdłuż północnej granicy moszawu przebiegają razem drogi ekspresowe nr 3  (Aszkelon–Modi’in-Makkabbim-Re’ut) i nr 40  (Kefar Sawa–Ketura). Istnieje zjazd do moszawu, brak jednak możliwości bezpośredniego wjazdu na drogę ekspresową. Lokalna droga prowadzi na północny wschód do wioski Achawa, przy której jest skrzyżowanie z drogami ekspresowymi.